# Ryan Johnson (Schauspieler)

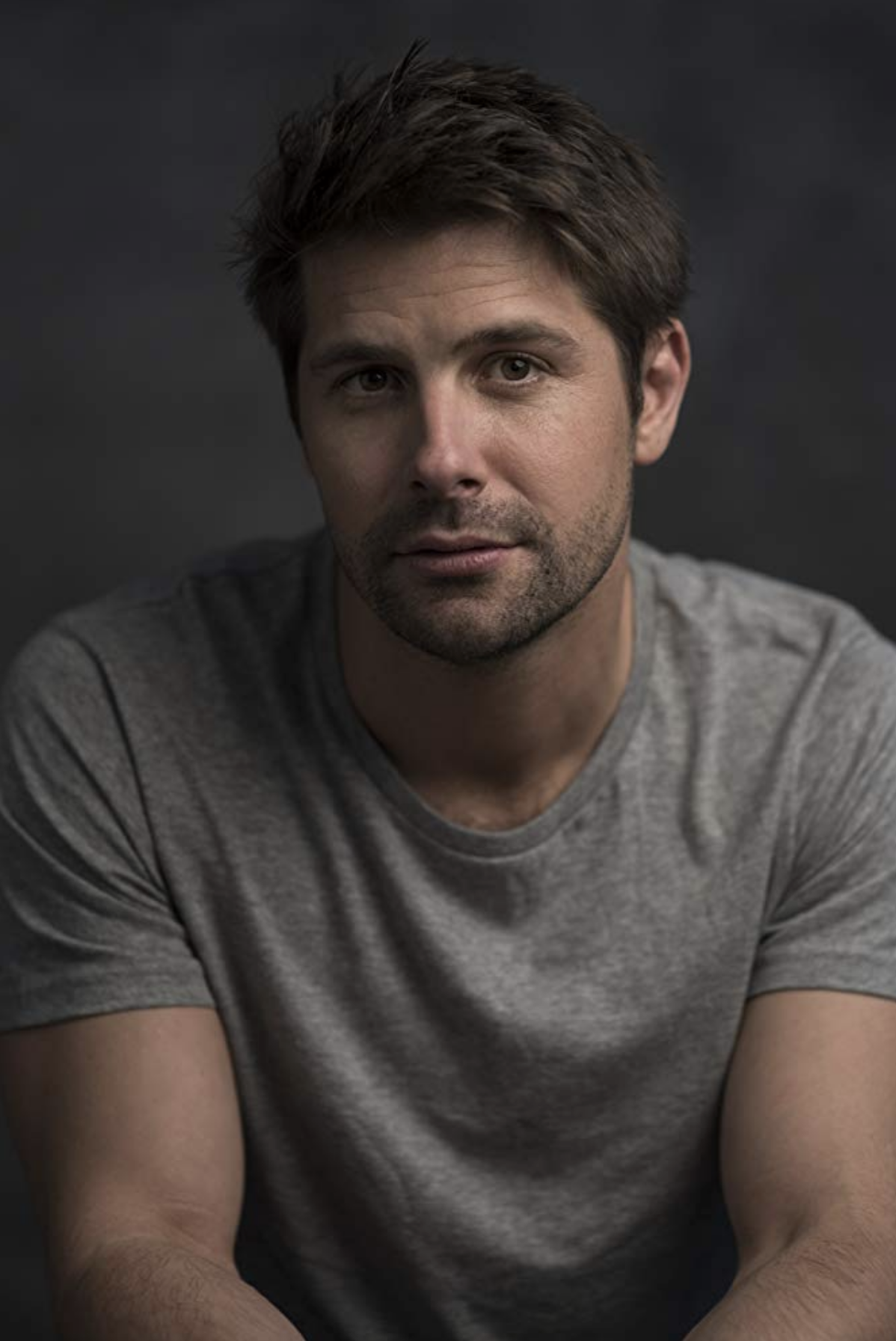
Ryan Johnson

Ryan Johnson (* 1979 in Melbourne) ist ein australischer Schauspieler.

## Leben
2017 wurde Johnson für den Silver Logie als bester Schauspieler für seine Rolle als Matt Knight in der Fernsehserie The Heart Guy nominiert.
Ryan Johnson ist mit Tamara Asmar verheiratet.

## Filmografie (Auswahl)

### Serien
- 2000, 2007, 2009: All Saints (3 Episoden)
- 2001: Head Start (40 Episoden)
- 2002: Dossa and Joe (6 Episoden)
- 2005: The Secret Life of Us (10 Episoden)
- 2008: Underbelly – Krieg der Unterwelt (Underbelly, 3 Episoden)
- 2008: Out of the Blue (Seifenoper)
- 2010: Satisfaction (2 Episoden)
- 2010: Sea Patrol (Episode 4x10)
- 2010: Home and Away (Seifenoper)
- 2011: SLiDE (Episode 1x04)
- 2012: Dance Academy – Tanz deinen Traum! (Dance Academy, 2 Episoden)
- 2012: Fairly Legal (13 Episoden)
- 2013: Mr & Mrs Murder (Episode 1x11)
- 2014: Love Child (5 Episoden)
- 2014: House Husbands (8 Episoden)
- 2016: Brock (2 Episoden)
- seit 2016: The Heart Guy (Doctor Doctor)

### Filme
- 2003: The Wannabes
- 2004: Thunderstruck
- 2005: Die Maske 2: Die nächste Generation (Son of the Mask)
- 2007: Ghost Rider
- 2007: All My Friends Are Leaving Brisbane
- 2008: Monkey Puzzle
- 2010: Jucy
- 2014: Carlotta (Fernsehfilm)
- 2018: Enter the Wild
- 2018: Guardians of the Tomb

## Theater
- 2000: The Beauty Queen of Leenane, Sydney Theatre Company, Sydney
- 2004: Men, von Brendan Cowell, Pleasance Dome, Edinburgh
- 2005: Ninja, von Tamara Asmar, Old Fitzroy Theatre, Sydney (als Regisseur), 2005.[1]
- 2007: Jesus Hopped the 'A' Train, Belvoir St Downstairs, Belvoir St Theatre, Sydney.[2]
- 2009: The Lonesome West, Belvoir St Downstairs, Belvoir St Theatre, Sydney[3]